# Kościół Chrystusa Króla w Ostrawie
Kościół Chrystusa Króla w Ostrawie (czes. Kostel Krista Krále v Ostravě) – katolicka świątynia parafialna zlokalizowana w Svinovie (obwodzie miejskim Ostrawy) w Czechach.

## Historia
Pierwotnie svinovscy katolicy chodzili na nabożeństwa do kościoła w Porubie. Zachodnia część Svinowa do 1783 należała do parafii w Klimkovicach. W 1911 wspólnota svinovska rozpoczęła czynienie zabiegów o budowę własnego kościoła. Regulacja Porubki w latach 1922-1923 utworzyła dogodne miejsce w tym celu. Zabiegano o projekt u kilku architektów, m.in. u Karla Kotasa. Ostatecznie obiekt zaprojektował praski architekt, Adolf Brzotický. Świątynię wybudowano w latach 1927-1929. W 1929 powstała lokalna parafia.

## Architektura
Bryła kościoła jest tradycyjna, podłużna, z oddzielonym prezbiterium i dodaną z boku 39-metrową dzwonnicą. Fasada czołowa jest asymetryczna, z trójdzielną arkadą, przyozdobiona półokrągłymi motywami, zgodnie z zasadami czechosłowackiego stylu narodowego (národní sloh).

## Wnętrze
Nawa pokryta jest żelbetowym stropem. Proste wyposażenie urozmaicają figuralne witraże. Do najcenniejszych elementów wyposażenia należą:
- kamienna kazalnica z wyobrażeniem Ewangelistów,
- kamienna chrzcielnica,
- rzeźby św. Antoniego Padewskiego i św. Teresy z Lisieux,
- cykl świętych „Czeskie niebo” namalowany w łuku tęczowym w 1958, według projektu prof. Jana Obšila przez malarza Josefa Drhę[1].

## Galeria

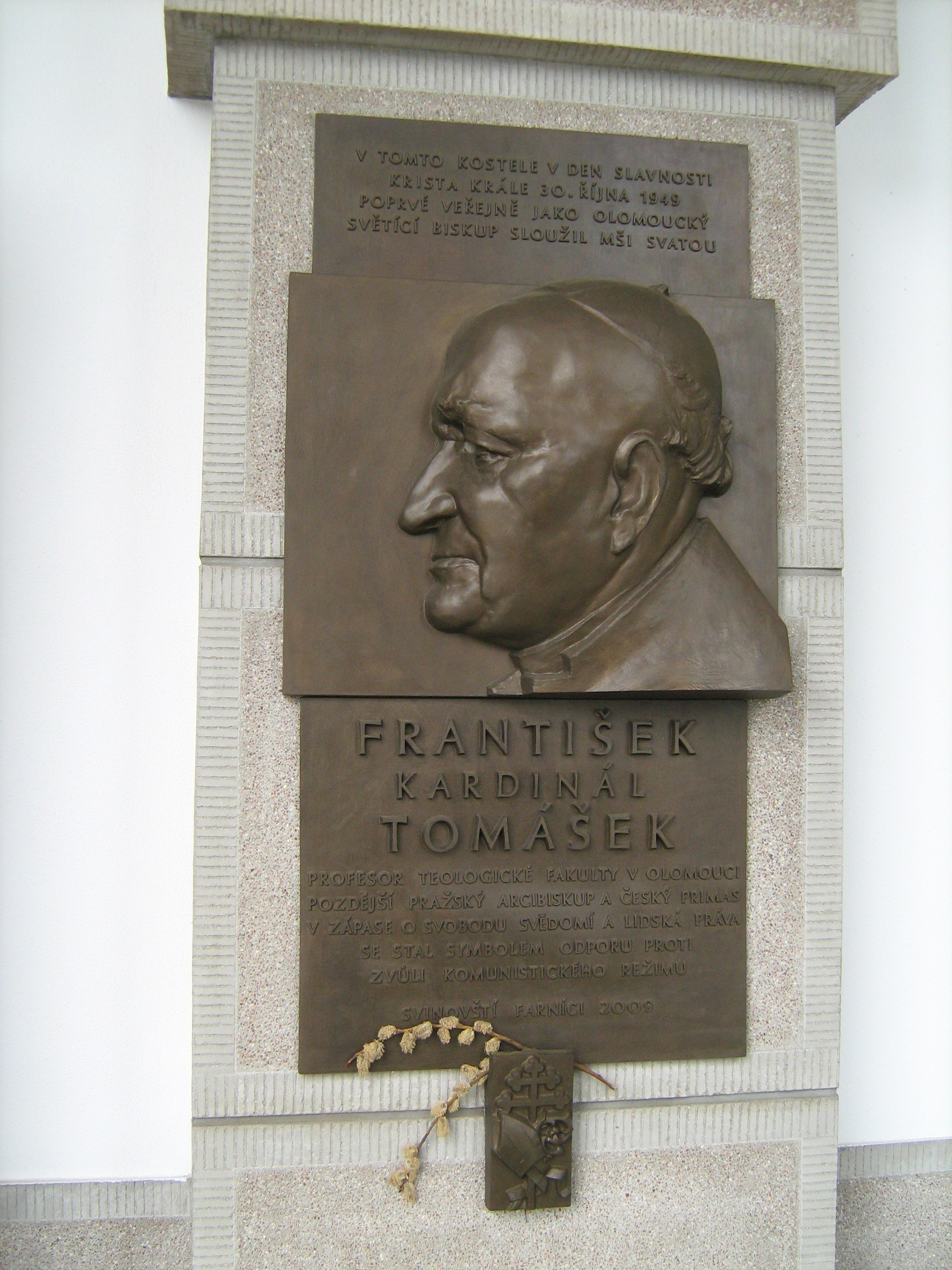
Tablica Františka Tomáška
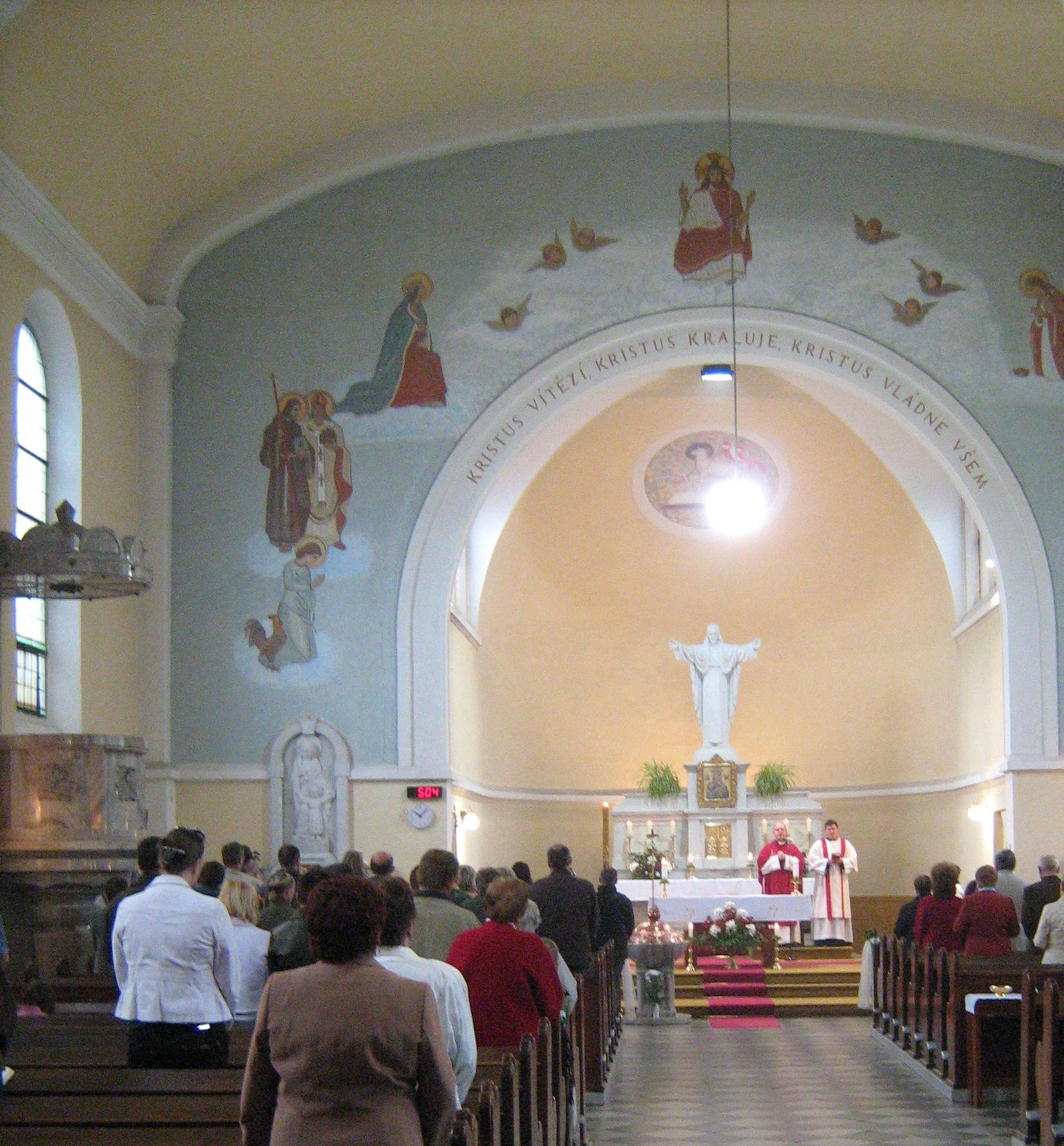
Wnętrze
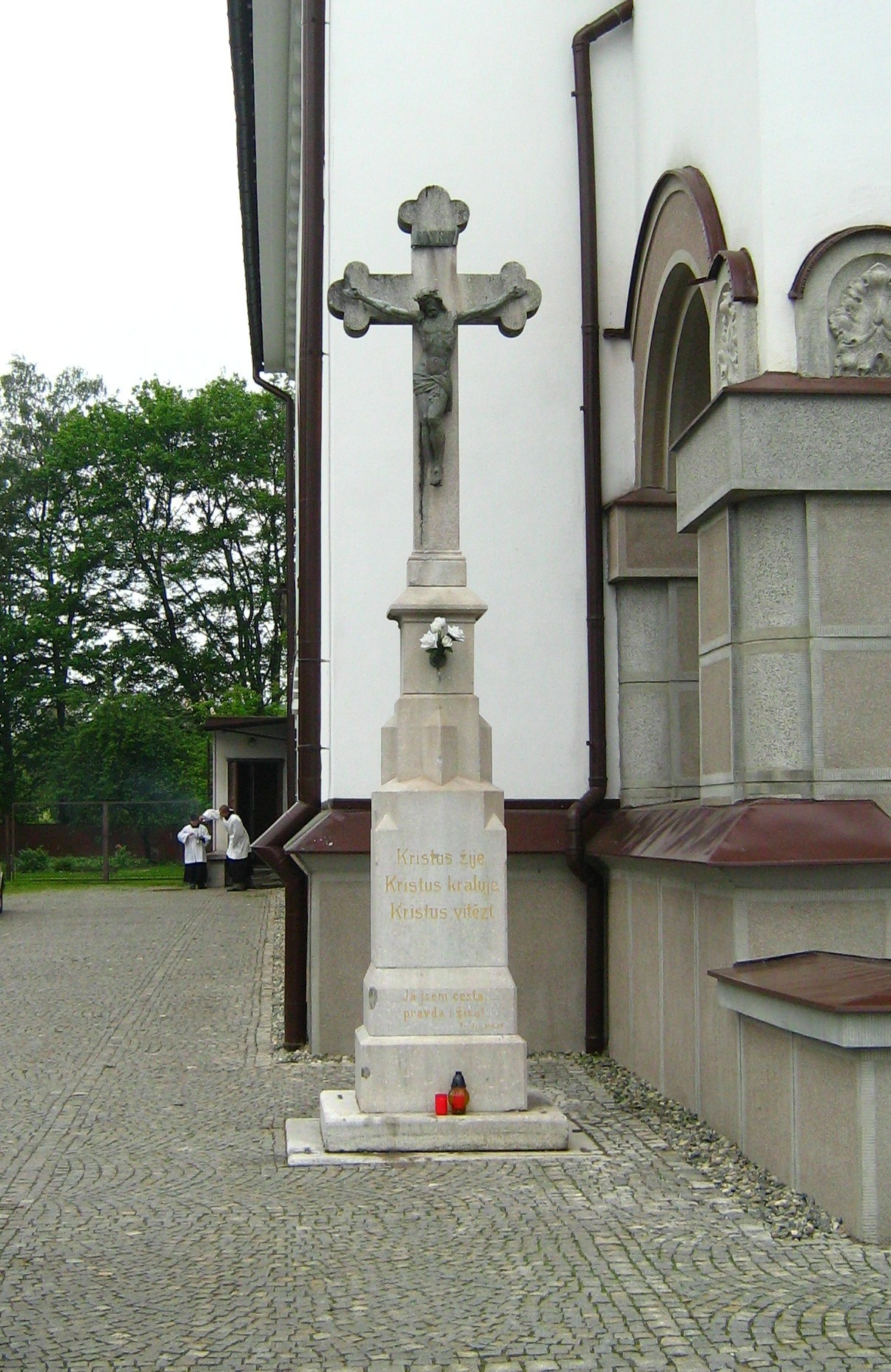
Krzyż przy wejściu